# A liga NSO Zadar 1976./77.
A liga Nogometnog saveza općine Zadar, također i kao 'Općinska "A" nogometna liga Zadar, A skupina Zadarskog nogometnog saveza je predstavljala prvi stupanj općinske nogometne lige u organizaciji NSO Zadar, te ligu petog stupnja nogometnog prvenstva Jugoslavije u sezoni 1976./77. 
 Sudjelovalo je 10 klubova, a prvak lige je bio "Bagat" iz Zadra.

## Ljestvica
| mj. | klub                    | ut. | pob. | ner. | por. | gol+ | gol- | bod     |
| --- | ----------------------- | --- | ---- | ---- | ---- | ---- | ---- | ------- |
| 1.  | Bagat Zadar             | 18  | 12   | 4    | 2    | 40   | 18   | 28      |
| 2.  | Zlatna luka Sukošan     | 18  | 13   | 0    | 5    | 53   | 27   | 26      |
| 3.  | Sloboda Posedarje       | 18  | 8    | 7    | 3    | 33   | 22   | 23      |
| 4.  | Goran Bibinje           | 18  | 8    | 5    | 5    | 42   | 26   | 21      |
| 5.  | Hajduk Pridraga         | 17  | 5    | 5    | 7    | 29   | 29   | 15      |
| 6.  | Škabrnja                | 18  | 6    | 3    | 9    | 18   | 41   | 15      |
| 7.  | Smoković                | 17  | 5    | 4    | 8    | 26   | 33   | 14      |
| 8.  | Sabunjar Privlaka       | 18  | 6    | 2    | 14   | 15   | 44   | 14      |
| 9.  | Zemunik (Zemunik Donji) | 18  | 6    | 3    | 9    | 31   | 38   | 13 (-2) |
| 10. | Polača                  | 18  | 3    | 3    | 12   | 23   | 48   | 9       |

- ljestvica bez rezultata jedne utakmice

## Rezultatska križaljka
| kratica | klub                    | BAG | GOR | HAJ  | POL | SAB | SLO | SMO | ŠKA | ZEM | ZLL |
| --- | ----------------------- | --- | --- | ---- | --- | --- | --- | --- | --- | --- | --- |
| BAG | Bagat Zadar             |     |     |      |     |     | 2:2 |     |     |     |     |
| GOR | Goran Bibinje           |     |     |      |     |     |     |     |     | 1:1 |     |
| HAJ | Hajduk Pridraga         |     |     |      |     |     |     |     | 5:1 |     |     |
| POL | Polača                  |     |     |      |     |     |     |     |     |     | 1:2 |
| SAB | Sabunjar Privlaka       | 0:1 |     |      |     |     |     |     |     |     |     |
| SLO | Sloboda Posedarje       |     |     |      |     |     |     | 0:0 |     |     |     |
| SMO | Smoković                |     |     | n.i. |     |     |     |     |     |     |     |
| ŠKA | Škabrnja                |     | 3:2 |      |     |     |     |     |     |     |     |
| ZEM | Zemunik (Zemunik Donji) |     |     |      | 5:0 |     |     |     |     |     |     |
| ZLL | Zlatna luka Sukošan     |     |     |      |     | 5:0 |     |     |     |     |     |
| |                         |     |     |      |     |     |     |     |     |     |     |
| podebljan rezultat - utakmice od 1. do 9. kola (1. utakmica između klubova) rezultat normalne debljine - utakmice od 10. do 18. kola (2. utakmica između klubova) rezultat nakošen - nije vidljiv redoslijed odigravanja međusobnih utakmica iz dostupnih izvora rezultat nakošen i smanjen * - iz dostupnih izvora nije uočljiv domaćin susreta prekrižen rezultat - poništena ili brisana utakmica p - utakmica prekinuta 3:0 p.f. / 0:3 p.f. - rezultat 3:0 bez borbe n.i. - utakmica nije igrana |                         |     |     |      |     |     |     |     |     |     |     |

 Izvori: 

## Unutrašnje poveznice
- Dalmatinska liga 1976./77.
- Liga NSO Šibenik 1976./77.
- Međuopćinska liga Dubrovnik – Metković – Korčula – Lastovo 1976./77.
- Međuopćinska liga Split – Makarska 1976./77.
- B liga NSO Zadar 1976./77.